# Petru Sorin Bușe
Petru Sorin Bușe, né le 16 août 1960 à Bucarest, est un industriel et homme politique roumain.
Il travaille pour Toyota Canada de 1995 à 2008, où il devient le directeur de la filiale nationale.
Il rejoint en 2008 le groupe Renault, chez qui il prend la tête du centre de R&D Renault Technologie Roumanie.
Il est entre juillet 2016 et janvier 2017 ministre des Transports de la Roumanie.